# 伊苏姆
伊苏姆是德国北莱茵-威斯特法伦州的一个市镇。总面积54.68平方公里，总人口11871人，其中男性5722人，女性6149人（2011年12月31日），人口密度217人/平方公里。